# San Biagio Maggiore (Nápoly)
A San Biagio Maggiore templom Nápoly történelmi központjában.

## Története
A templom a San Gennaro all’Olmo folytatásában épült fel. 1634-ben alapította Francesco Boncompagni érsek. A cél a szomszédos templom Szent Balázs-kápolnájának és a Szent Januáriusz sekrestyének egyesítése volt. Az utca névadója tulajdonképpen maga a kis templom.
A templom hosszú ideig zárva volt. 2007-ben nyitotta meg ismét kapuit hosszas restaurálási munkálatok után, amelyeket Gerardo Marotta egyik alapítványa pénzelt. A templom fő látnivalója ma a főoltár. A szent szobrát áthelyezték a szomszédos Santi Filippo e Giacomo-templomba.
Sokszor összetévesztik a San Gregorio Armeno-templommal, amely az utca meghatározó építménye, és amelytől mindössze néhány háznyira áll.